# آن فيلد
آن فيلد هي أحد الضباطً العسكريًين الكبار في بريطانيًا. والتي شغلت منصب مديرة فيلق الجيش الملكي النسائي من عام 1977 إلى عام 1982. بدأت فيلد مسيرتها العسكرية بصفة خاصة في الخدمة الإقليمية المساعدة (ATS). انضمت إليها في سبتمبر 1947، بعد أن تم إعفاؤها من التجنيد أثناء الحرب العالمية الثانية لأنها كانت طالبة جامعية.